# Bajeczne kominy

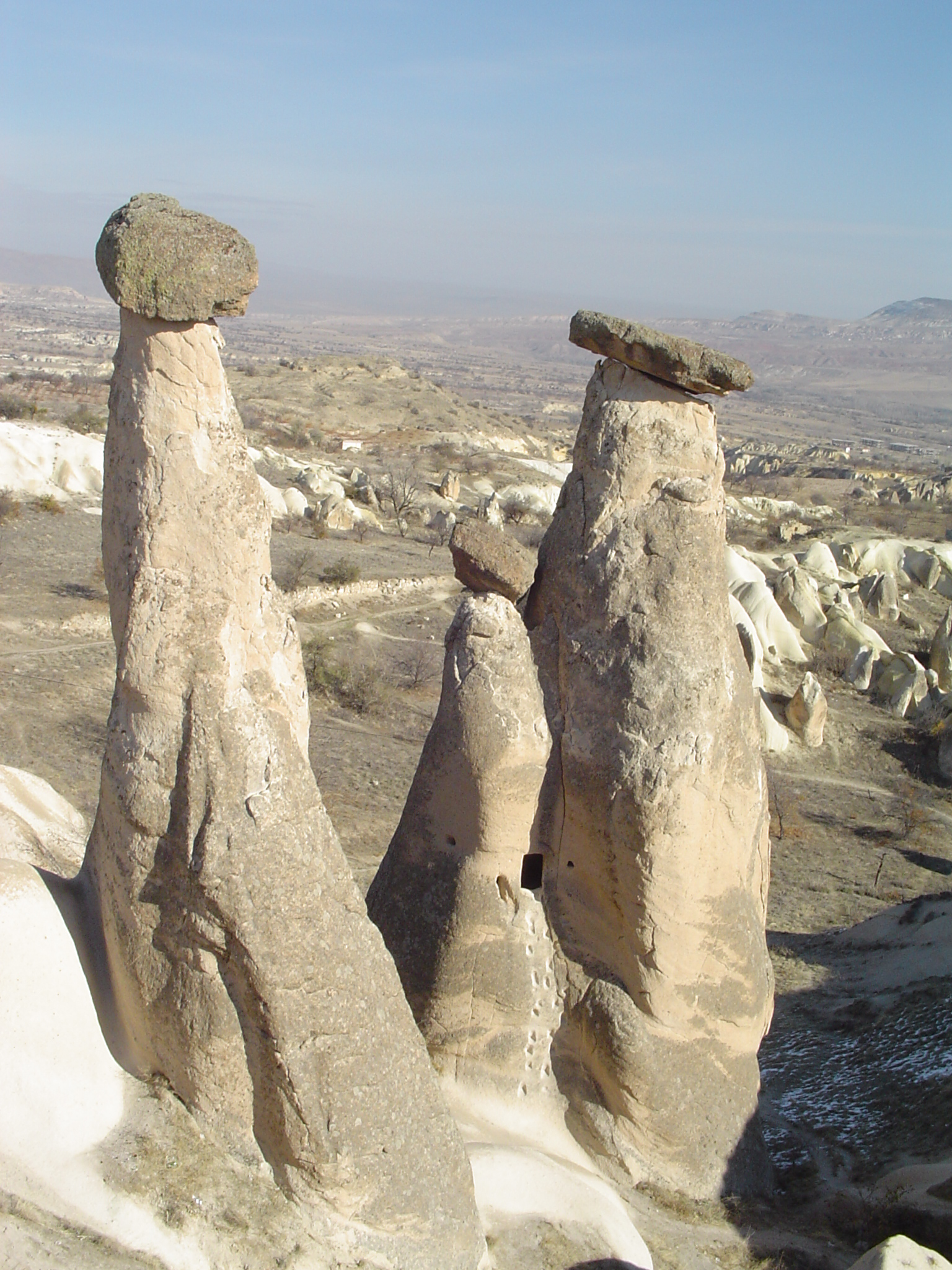
"Bajeczne kominy" w tureckiej Kapadocji

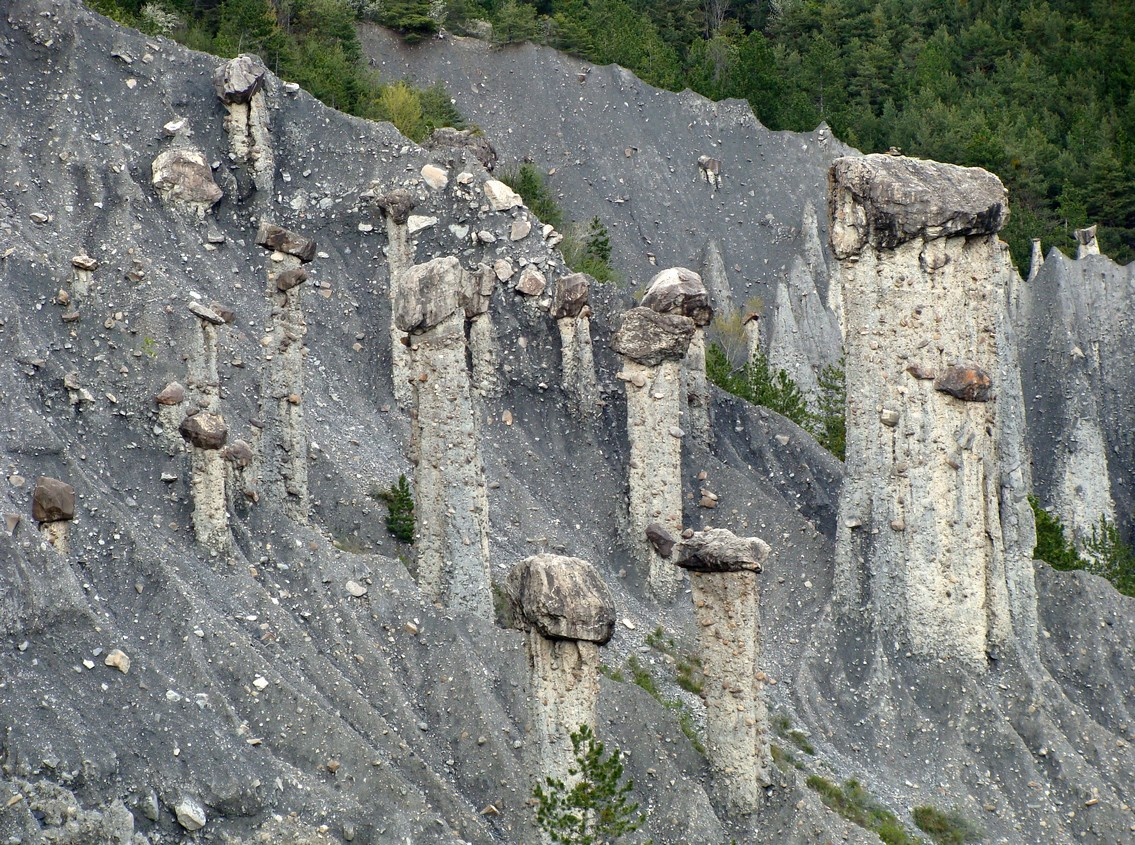
Salle de bal des demoiselles coiffées w Théus (Francja)

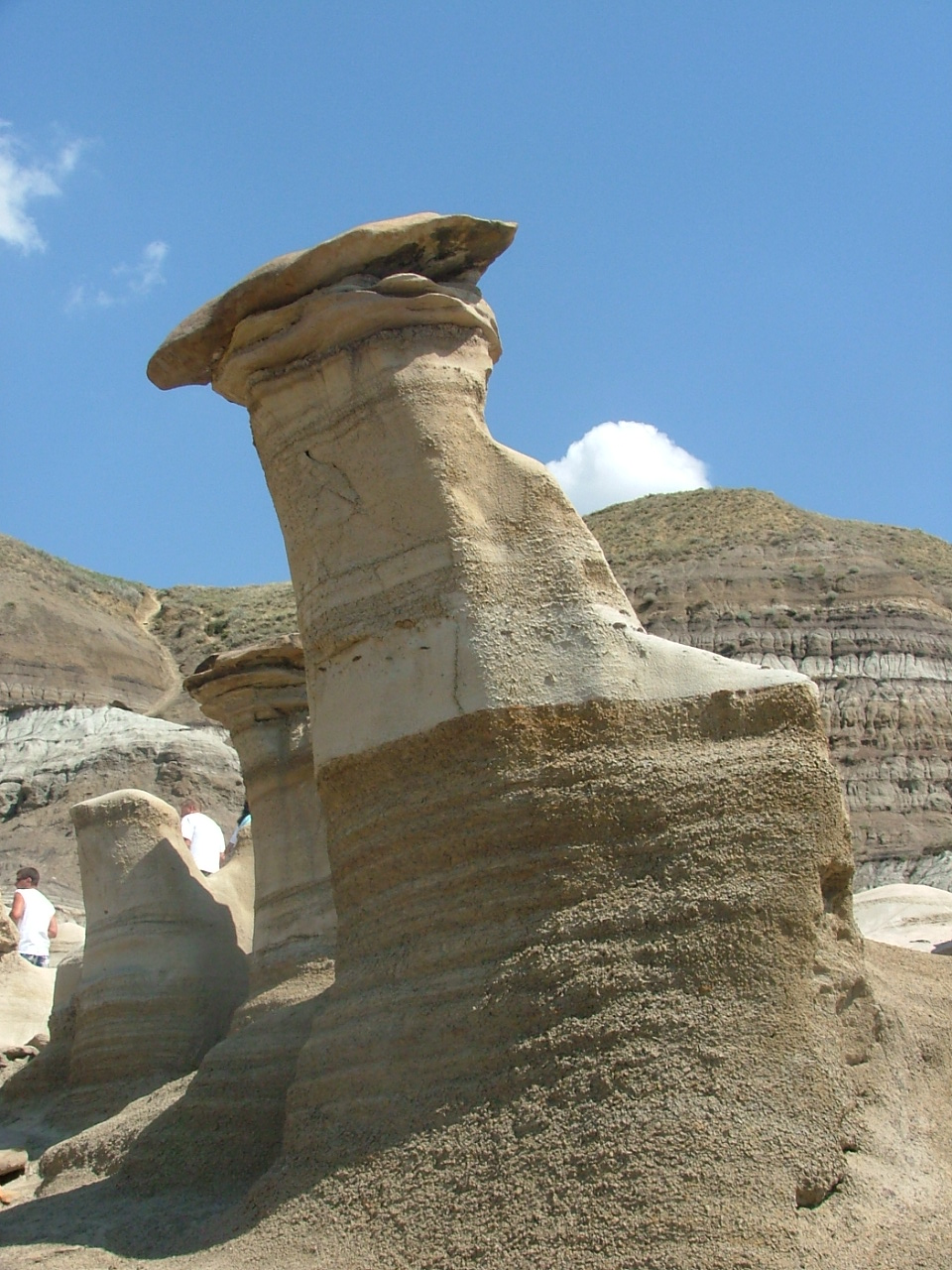
Hoodoos w Badlands w kanadyjskiej Albercie

Bajeczne kominy – stożkowate formacje geomorfologiczne, typowe m.in. dla krajobrazu Kapadocji w Turcji. Każdy „komin” składa się z twardej, bazaltowej przykrywki spoczywającej na szczycie stożkowatej lub walcowatej kolumny, zbudowanej z miększej, mniej odpornej na erozję skały – zazwyczaj tufu. Na przestrzeni wieków drążono w nich podziemne domy a nawet miasta jak na przykład Kaymaklı. Obecnie są dużą atrakcją turystyczną tego terenu.
Podobne formacje występują także w innych regionach świata, m.in. w Melniku (Bułgaria), w Théus w dolinie Durance (Francja; tu pod nazwą Salle de bal des demoiselles coiffées – „Sala balowa ufryzowanych panien”), w Euseigne w dolinie Val d’Hérens (Szwajcaria), w Ritten w prowincji Bolzano (Włochy), w amerykańskich: narodowym pomniku Grand Staircase-Escalante National Monument, Parku Narodowym Bryce Canyon, czy w kanadyjskim Drumheller w Albercie i w innych miejscach. Formacje te nazywane są tam hoodoo.
Również jedna z komór w Jaskini Lechuguilla w Nowym Meksyku nosi nazwę Hoodoo.